# Sieglinde Hofmann
Sieglinde Hofmann. Nacida el 14 de marzo de 1945, en Bad Königshofen, Baja Franconia, Alemania. Fue una militante del Colectivo de Pacientes Socialistas (SPK) y de la Fracción del Ejército Rojo (RAF).

## Biografía
De niña Hofmann asistió a una escuela para niñas de religión católica y después se instruyó para ser enfermera y trabajadora social. Se cree que se unió a la Fracción del Ejército Rojo como parte de la segunda generación en 1976, luego de haber sido miembro del SPK, siendo sospechosa del asesinato del banquero Jürgen Ponto, aunque hoy día se sabe que los terroristas Susanne Albrecht, Brigitte Mohnhaupt y Christian Klar fueron quienes tomaron parte en el asesinato de Ponto.
Hofmann estuvo entre el grupo de terroristas que tomó parte en el secuestro del industrial Hanns Martin Schleyer. Ella caminó al borde de la calle, y al acercarse el convoy de Schleyer, empujó un cochecito de bebe, de donde sacó un fusil y junto a otros terroristas ametralló el automóvil del industrial y el de los escoltas, asesinando al chófer y a los dos policías.
Hofmann, junto a Brigitte Mohnhaupt, Peter-Jürgen Boock y Rolf Wagner fueron arrestados el 30 de junio de 1978 en Yugoslavia, pero fueron liberados y enviados al país de su preferencia. Todos volvieron a la actividad terrorista incluyendo Hofmann. Dos años, después, en 1980, Hofmann fue arrestada nuevamente en París junto a Ingrid Barabass, a consecuencia de allanamiento a varios refugios de la RAF.

## En prisión
A pesar de ser inicialmente solo acusada por su participación en el asesinato de Ponto y ser condenada a quince años de prisión, Hofmann fue llevada a custodia tres días antes de cumplir su sentencia en agosto de 1995 para ser juzgada por otros delitos. El segundo juicio fue solo posible después de una clarificación judicial en Francia. 
El 26 de septiembre del mismo año, Hofmann, ahora de 50 años de edad, fue encontrada culpable de cinco casos de homicidio, y en 3 casos de intento de homicidio por la Corte Suprema de Stuttgart, y recibió una condena a cadena perpetua. Sus crímenes incluyeron ofensas contra Ponto, y el fallido ataque con bomba al Comandante Supremo de la OTAN Alexander Meigs Haig, Jr. y el asesinato y secuestro del Presidente de la Asociación de Empleados de Alemania, Hanns Martin Schleyer. No obstante, ella fue liberada de prisión, el 5 de mayo de 1999.
En la película "Der Baader Meinhof Komplex" es interpretada por la actriz alemana Sandra Borgmann, pero aparece con el seudónimo de "Ruth", sin mencionar nunca su nombre.